# Lagunas de Rosario en 1900
Las lagunas existentes en las cercanías de la ciudad de Rosario, fueron eliminadas por acción humana, mediante la urbanización. Esta es una recopilación histórica de esas lagunas:
- Laguna de Godoy, hasta 1887. Ocupaba la manzana comprendida entre Brigadier Juan M. de Rosas, Buenos Aires, 9 de julio y E. Zeballos (antiguamente Gral. López). Era bastante profunda. En 1878, por el cólera, se intentó vaciarla mediante una zanja de 1,5 m hasta la barranca y desaguara en el Paraná. Se inició tal proyecto sin llegar a concluirlo. Nueve años después se la rellenó con tierra sobrante de construcciones de otros edificios.

- Laguna de Mandinga, la leyenda urbana, hacia 1910, contaba que era un ojo de agua de 15 x 6 m, en el cual durante las crudas noches de invierno, aparecía Mandinga, con joroba, renguera y gritos inarmónicos se metía en el agua. Al contacto con el calor del Maligno el agua hervía. Los escalofriantes gritos causaban temor entre los que llegaban a oírlos. Alejado el diablo, las aguas se tranquilizaban paulatinamente. Ubicación: extremo de la quinta Sanguinetti, 400 m detrás de la Escuela de Aprendices del Ferrocarril Central Argentino. La laguna o baño de Mandinga llegó a famosa con una fotografía en la revista rosarina Monos y Monadas, de 1910.

- Laguna de calle Ayolas: existía a finales del siglo XIX, en terrenos denominados La Basurita, debido a la desaprensión de arrojar residuos allí. Ubicada en terrenos del puerto, hasta la calle Ayolas y casi calle Gálvez. Fue rellenada con materiales de desecho de construcciones y encima de ellos se arrojó tierra. Tierra y yuyales cubren la mayor parte de su extensión, quedando por cubrir un extremo. Se dijo que tenía conexiones subterráneas con el río Paraná pero ambos niveles no coincidían. Era alimentada por napas subterráneas.

- Bajo de los Sauces: la más recordada por los "viejos" rosarinos, extensión inundable por el río Paraná, en un ancho de 80 a 100 m, hasta las barrancas y desde casi Bajada San Miguel (única bajada natural al río que tuvo nuestra población, hoy llamada Sargento Cabral) hasta calle Rioja. Desapareció con la construcción del puerto y de la Avenida Belgrano, que en parte corre por su antigua vía de avenamiento.

- Laguna de Sánchez: por el nombre del propietario de las tierras donde se hallaba cuando el centro urbano distaba varias cuadras de la misma. En 1830 los herederos de Sánchez fueron hechos cautivos por los indios. En 1860, un sobrino se constituye en dueño. Su lugar lo ocupa la plaza Sarmiento. En época lluviosa se ampliaba pudiendo llegar hasta la calle Rioja, con una extensión máxima de 7 ha, siendo lo más profundo, 1,5 m, en lo ocupado por la actual plaza. Chañares y plantas acuáticas formaban pequeñas islas en su interior. En sus márgenes se formaban basurales debido a vecinos antisociales. En marzo de 1858, por el río Paraná, un jaguar, viajero en islas de camalotes y de jangadas, bajó en Rosario y entró a la laguna de Sánchez. Lo cazaron matándolo a tiros.

Con el brote de cólera de 1865 y 1870 se abrió un canal hacia calle Italia (campo abierto). Y se rellenó, creándose la Plaza Urquiza, ya señalada como tal en el plano de 1886 de Gabriel Carrasco. Luego recibe el actual nombre de Plaza Sarmiento. Pero por su cercanía con el templo de Santa Rosa, los vecinos la bautizaban así.
La laguna en cuestión era un foco infeccioso, pero servía de solaz a los vecinos, que cazaban patos y ranas. La supresión de la laguna fue idea de Nicasio Oroño en 1855, con un desagüe, para convertir ese sitio en paseo público. Se expropió el terreno correspondiente, pero solo dos manzanas de las 7 originales. Allí se levantaron las plazas Urquiza (al norte) e Iriondo (al sur). En 1881, el terreno fue rellenado, convirtiéndose en paseo público. Se arbola y se instala un jardín. En 1888 se pavimentan las veredas con pórfido. Existió el proyecto de levantar un monumento a Urquiza entre ambas plazas, no concretado. En su lugar se colocó una fuente, luego reemplazada por el monumento a Sarmiento. Dicha fuente se trasladó a la plaza Buratovich. El paseo público se fue embelleciendo y su fisonomía cambió notablemente desde 1886, cuando la municipalidad cedió parte del mismo para instalar de la primera Escuela Nacional Normal de Maestros "Nicolás Avellaneda", ex Normal N.º 1. En 1887, la escuela obtiene varios m más para ampliar con un jardín. El edificio educativo se concluye en 1897, cuando también se empedró la cortada que dividía la manzana y por donde pasaba el tranvía a caballos.
En 1919 se clausura dicha cortada y su superficie se entrega al Normal. Volviendo a la antigua laguna, una anécdota son los carnavales de 1879, algunos irónicos colocaron frente a la misma un cartel con la leyenda "Grandes regatas en la Laguna", instalando en las inmediaciones un Arca de Noé basto.
- Datos: Q5476737